# Msinga Local Municipality
Msinga (englisch Msinga Local Municipality) ist eine Lokalgemeinde im Distrikt Umzinyathi der südafrikanischen Provinz KwaZulu-Natal. Der Verwaltungssitz der Gemeinde befindet sich in Tugela Ferry. Bürgermeisterin ist B. P. Ngcobo.
Der Name der Gemeinde beschreibt eine Strömung im Meer; durch Luftbewegungen entstehen kleine Wellen auf der Wasseroberfläche, die das küstennahe Klima beeinflusst.

## Geografie
Msinga ist eine von vier Gemeinden im Distrikt und liegt im Zentrum der Provinz. Die Gemeinde grenzt im Norden an Endumeni und im Osten an Nquthu und Nkandla (letztere im Distrikt King Cetshwayo). Südlich von Msinga liegen Umvoti und Mpofana (letztere im Distrikt uMgungundlovu) und westlich befinden sich Inkosi Langalibalele und Alfred Duma (beide im Distrikt Uthukela). Da die Gemeinde in den Schluchten der Flüsse Tugela und Buffalo liegt, ist sie von den umliegenden Gemeinden ziemlich abgeschottet. 69 Prozent des Gemeindegebiets werden vom Ingonyama Trust verwaltet. In diesen Gebieten leben auch 99 Prozent der Gemeindebevölkerung.
Verkehrsanschluss erhält Msinga über die R33, die direkt durch die Gemeinde führt.

## Städte und Orte
| - Dungamanzi - Emthaleni - Ezingulubeni - Gujini - Malomeni - Matshematshe - Mbabane - Mbindolo | - Ngubevu - Nhlanhleni - Nxamalala - Ophate - Othulini - Pomeroy - Rorke’s Drift - Sampofu | - Tugela Ferry |

## Bevölkerung
Im Jahr 2011 hatte die Gemeinde 177.577 Einwohner auf einer Fläche von 2501 Quadratkilometern. Davon waren 99,6 % schwarz. Erstsprache war zu 95,6 % isiZulu, zu 1,3 % isiNdebele und zu 0,9 % Englisch.

## Wirtschaft
Auch wirtschaftlich ist die Gemeinde nicht stark, worauf bereits der hohe Frauenanteil (56,6 %) hinweist. Die Männer verlassen das Gebiet bei der Suche nach Arbeit. Selbst die drei stadtähnlichen Ansiedlungen – Tugela Ferry, Pomeroy und Keate’s Drift – können nicht alle benötigten Güter bereitstellen. Deshalb müssen die Einwohner auf die umliegenden Gemeinden, insbesondere Umvoti und Endumeni, ausweichen. Investitionen werden durch den großen Anteil an Gebieten reduziert, die der Ingonyama Trust verwaltet, da die Gemeinde über diese Gebiete nicht verfügen kann. Außerdem ist die Infrastruktur sehr schlecht ausgebaut.
Die beiden wirtschaftlichen Standbeine sind der Handel – vor allem in den drei großen Orten – und Fertigungs- und Bauindustrie. Auch Landwirtschaft wird in der Gemeinde betrieben.

## Sehenswürdigkeiten
- Die Schlacht um Rorke’s Drift (1879) fand auf dem Gemeindegebiet von Msinga statt. Diese Schlacht gehört zu den bekanntesten des Zulukriegs.[7]